# Ernest Moreau de Melen
Ernest Marie Eugène Adolphe Moreau de Melen (Herve, 20 febbraio 1879 – 17 gennaio 1968) è stato un calciatore belga.

## Carriera
Nel periodo nel quale militava nel Liegi venne selezionato per partecipare ai Giochi olimpici di Parigi 1900 nella squadra dell'Università di Bruxelles, riuscendo a vincere la medaglia di bronzo. Nel 1905, inoltre, venne convocato dalla Nazionale belga per disputare un'amichevole contro la Francia. La gara finì 7-0 per i belgi.

## Palmarès
| Anno | Manifestazione | Sede   | Evento | Risultato | Note |
| ---- | -------------- | ------ | ------ | --------- | ---- |
| 1900 | Olimpiadi      | Parigi | Calcio | Bronzo    |      |